# 이문형
이문형(李文炯, ?~?)은 조선 전기의 문신이다. 본관은 경주이다.

## 생애
생년은 미상이다. 익재 이제현의 6세손으로 태어났다. 궁지기로 보직을 받고 근무하다가 세종 29년(1447년)에 문과에 급제하였다. 세종실록 편찬에 참여하였으며, 계유정난에 공로가 있어 원종공신이 되었다. 공신책록 후 사헌부집의를 거쳐 예문관직제학, 우부승지가 되었으며 세조 9년(1463년)에는 형조참판, 예조참판, 이조참판을 역임하고 천추사로 다녀왔다. 천추사로 다녀온 뒤 한성부윤을 거쳐 동지중추원사로서 사은사로 재차 명으로 떠났다. 귀국하던 중 병을 얻어 통주에서 세조 12년(1466년)에 죽었다. 풍모는 옥같이 맑고 부드러웠으며, 문장은 뛰어났다고 전한다. 시호는 문안(文安)이다.

## 가족
- 고조(高祖)
  - 전리사총랑(典理司摠郎) 이달존(李達尊)
- 증조(曾祖)
  - 이학림(李學林)
- 조부(祖父)
  - 승정원좌부대언(承政院左副代言) 이담(李擔)
- 선고(先考)
  - 경상도관찰사 증이조참판(慶尙道觀察使 贈吏曹參判) 이희(李瞺)

## 참고 문헌
- 조선왕조실록(朝鮮王朝實錄), 동경잡기(東京雜記).